# إيزوبل أرمسترونغ
إيزوبل أرمسترونغ (بالإنجليزية: Isobel Armstrong)‏ (1937، لندن في المملكة المتحدة)؛ كاتِبة وشاعرة بريطانية.

## الجوائز
- زمالة الأكاديمية البريطانية